# Fin de siècle
Fin de siècle (fr. "århundrede-afslutning"),
er et samlebegreb for tendenser af en vis mentalitet fra 1800-tallets slutning (o. 1890-1914), ofte anvendt for at beskrive en nyromantik som inden for kunst og litteratur behandlede angsten ved århundredeskiftet, dekadence, almindelig træthed, nervøsitet og livslede. Mentaliteten forbindes sædvanligvis også med symbolismen.